# Слизнів Яр
Слизнів Яр — балка (річка) в Україні у  Вільхуватській сільській громаді Куп'янського району Харківської області. Ліва притока річки Плотви (басейн Дону).

## Опис
Довжина балки приблизно 6,5 км, найкоротша відстань між витоком і гирлом — 5,57  км, коефіцієнт звивистості річки — 1,17 . Формується декількома балками та загатами.

## Розташування
Бере початок у селі Слизневе. Тече переважно на північ і у селі Чорне впадає у річку Плотву, ліву притоку річки Вовчої.

## Притоки
- Яр Довгенький - права притока, бере початок у селі Довжанка[5]

## Цікаві факти
- Від витоку балки на південно-східній стороні на відстані приблизно 1,31 км пролягає автошлях Т 2104[3] (територіальний автомобільний шлях в Україні, Харків — Старий Салтів — Вовчанськ — Білий Колодязь — Приколотне — пункт контролю Чугунівка. Проходить територією Харківського, Вовчанського і Великобурлуцького районів Харківської області.).
- У XX столітті на балці існували когоспний двір та газова свердловина[2], а у XIX столітті — багато вітряних млинів[1].